# آدم كريستيان كلارك
آدم كريستيان كلارك (بالإنجليزية: Adam Christian Clark)‏ هو كاتب سيناريو ومخرج أمريكي، ولد في 20 ديسمبر 1980.

## وصلات خارجية
- آدم كريستيان كلارك على موقع IMDb (الإنجليزية)
- آدم كريستيان كلارك على موقع ألو سيني (الفرنسية)
- آدم كريستيان كلارك على موقع أول موفي (الإنجليزية)
- آدم كريستيان كلارك على موقع قاعدة بيانات الفيلم (الإنجليزية)
- آدم كريستيان كلارك على موقع كينوبويسك (الروسية)